# 2006 في رومانيا
فيما يلي قوائم الأحداث التي وقعت خلال عام 2006 في رومانيا.

## سياسة

### انتهاء فترة المنصب
- 15 مارس – أدريان ناستاسه President of the Chamber of Deputies of Romania [الإنجليزية]‏.

## رياضة
- 7 يونيو – دوري الدرجة الأولى الروماني 2005–06 الفائز نادي ستيوا بوخارست.

## وفيات

### يناير
- 4 يناير – إرفينغ لايتون (مواليد 1912)

### مايو
- 27 مايو – ديتر آكر (مواليد 1940) ملحن ألماني.

### يوليو
- 25 يوليو – عزرا فليشر (مواليد 1928) شاعر إسرائيلي.

### أكتوبر
- 4 أكتوبر – أوسكار باستيور (مواليد 1927) شاعر ألماني.

### نوفمبر
- 14 نوفمبر – فرديناند مارشال (مواليد 1924) حكم كرة قدم نمساوي.

### ديسمبر
- 27 ديسمبر – بيتر إل. همر (مواليد 1936) رياضياتي أمريكي.